# Дыхно, Александр Михайлович
Александр Михайлович Дыхно (9 октября 1911, Смоленск — 30 июля 1957, Красноярск) — советский хирург, доктор медицинских наук, профессор.

## Биография
А. М. Дыхно родился 9 октября 1911 года в семье врачей, докторов медицинских наук Михаила Альбертовича Дыхно (1882—1966), учёного в области социальной гигиены, и Мины Александровны Дыхно (1881—1948), акушера-гинеколога. Внук казённого раввина Одессы, купца первой гильдии Абы Михайловича Дыхно. 
Тётя, Ольга Альбертовна Дыхно (1889—1974), была замужем за меньшевиком Б. О. Богдановым. 
Тетя, Розалия Альбертовна Дыхно-Лейбзон (1878–1950), закончила медицинский факультет в Берлине, была известным в Баку врачом-гинекологом. 
Дядя, Юлий Альбертович Дыхно (1895–1981) — врач-дерматовенеролог. 
В 1926 году, при поступлении на медицинский факультет Казанского университета изменил год рождения на 1909 (и в дальнейшем, эта дата вошла во все официальные документы). В 1931 году он окончил институт.
В 1932 году отец А. М. Дыхно был приглашён в Пермский медицинский институт, вместе с ним в Пермь переехала и его семья. В 1932 году А. М. Дыхно начал работу на кафедре анатомии Пермского мединститута и в этом же году опубликовал первую научную статью.
В 1933 году семья переехала в Ростов-на-Дону, и А. М. Дыхно стал ассистентом кафедры факультетской хирургии Ростовского медицинского института (которую в то время возглавлял профессор Н. И. Напалков).
В 1935 году А. М. Дыхно защитил кандидатскую диссертацию на тему «Артериальное кровоснабжение сухожилий и сухожильных влагалищ предплечья, кисти и пальцев».
В 1937 году А. М. Дыхно защитил докторскую диссертацию на тему «Экспериментальные данные к учению о переломах шейки бедра» и стал доктором медицинских наук.
В 1938 году вместе с женой М. Тихомировой переехал в Москву, занял должность ассистента в клинике госпитальной хирургии 3-го Московского медицинского института, стал профессором.
В августе 1938 года в составе группы из десяти медицинских работников был направлен на Дальний Восток, в качестве начальника хирургического отделения военного госпиталя в Хабаровске, принимал участие в лечении советских военнослужащих, раненых в ходе боевых действий у озера Хасан. Полученный им практический опыт лечения раненых и статистические данные по характеру ранений военнослужащих были обобщены и представлены в декабре 1938 года на Всесоюзном съезде хирургов, а в 1939 году — опубликованы в научных статьях «По поводу лечения огнестрельных ран» и «По поводу огнестрельных переломов».
В конце 1938 года занял должность заведующего кафедрой госпитальной хирургии Хабаровского медицинского института, в 1939 году женился во второй раз — на Е. Я. Злотниковой.
В годы Великой Отечественной войны — главный хирург эвакогоспиталей Хабаровского края. Кроме того, в 1944 году занял должность директора Хабаровского медицинского института.
В 1949 году переехал в Махачкалу и в течение двух лет заведовал кафедрой факультетской хирургии Дагестанского медицинского института.
С 1951 года — заведующий кафедрой госпитальной хирургии Красноярского медицинского института.
В 1952 году А. М. Дыхно выполнил первую в Красноярске хирургическую операцию на сердце — перевязку незаращённого артериального протока и первым в СССР выполнил правостороннюю гемигепатэктомию (удаление правой доли печени, поражённой злокачественной опухолью) в связи с метастазом меланомы, стал главным хирургом Красноярского края.
В 1953 году перенёс инфаркт.
30 июля 1957 года умер от инфаркта, похоронен на Троицком кладбище Красноярска.

## Семья
Дочь (от первого брака) Ирина Александровна Лапаева (род. в 1934) — доктор медицинских наук, профессор.
Жена (2-й брак) — Елена Яковлевна Дыхно (урождённая Злотникова; 1914—1988), физиотерапевт и невролог, доцент Красноярского медицинского института. 
Дети: 
- Эрнест Александрович Дыхно (род. 1936), сын Елены Яковлевны от первого брака[6]. Александр Михайлович его усыновил.
- Юрий Александрович Дыхно (род. 1940), хирург-онколог, доктор медицинских наук, профессор.

## Научная деятельность и клиническая практика
А. М. Дыхно является автором около 100 научных работ, в том числе семи монографий по хирургической технике и восстановительной хирургии. Им были разработаны новые виды оперативных вмешательств при туберкулёзе лёгких.
Кроме того, А. М. Дыхно одним из первых в СССР осуществил операцию оментокардиопексии и начал применять в хирургии пластмассы (плексиглас при хирургических операциях тазобедренного и коленного суставов).

## Государственные награды
- орден Красной Звезды[4]
- орден «Знак Почёта» — за работу в дальневосточных эвакогоспиталях во время Великой Отечественной войны[4]
- медаль «За доблестный труд в Великой Отечественной войне 1941—1945 гг.»[4]
- медаль «За победу над Германией в Великой Отечественной войне 1941—1945 гг.»[4]
- медаль «За победу над Японией»[4]
- знак «Участнику Хасанских боёв»[4]
- значок «Отличнику здравоохранения» министерства здравоохранения СССР[4]
- Почётные грамоты[4]

## Публикации
- К технике резекции желудка при язвенной болезни. — Хабаровск, 1946.
- Рак желудка. Клиника и лечение. — Красноярск, Красноярское кн. изд-во, 1955. — 106 с.

## Память
Именем хирурга были названы буксир Енисейского речного пароходства «Хирург А. Дыхно» и краевая больница Красноярска им. А. М. Дыхно (на здании которой установлена мемориальная доска).
20 — 23 апреля 2010 г. в Красноярском государственном медицинском университете была проведена студенческая научно-практическая конференция, посвященная 100-летию со дня рождения профессора А. М. Дыхно.